# Mark Manders
Mark Manders, né le 23 mai 1968 à Uden, dans le village de Volkel, (Pays-Bas), est un artiste néerlandais.

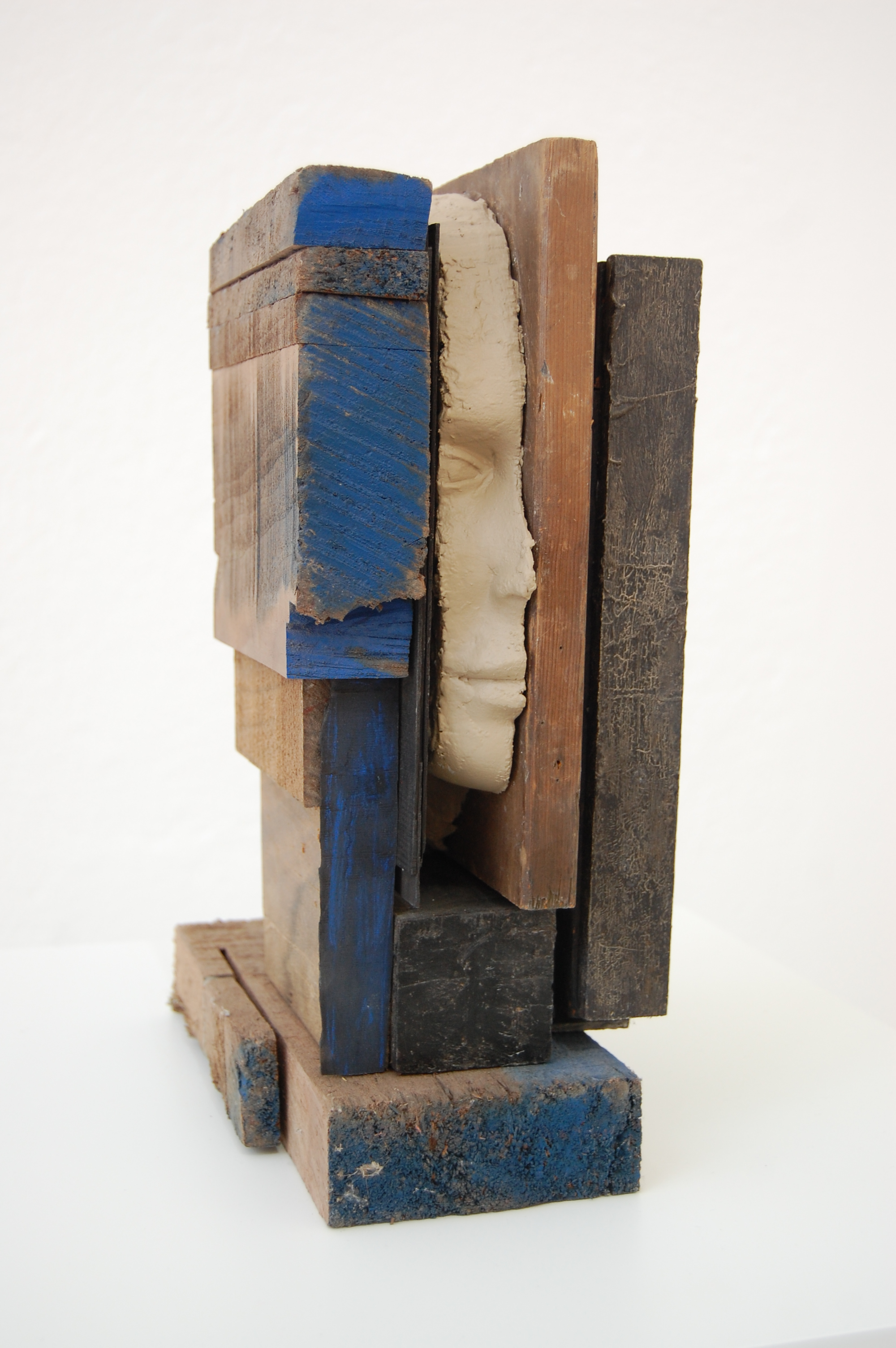
Composition avec du bleu (Biennale de Venise 2013).

## Biographie
Le travail de Manders consiste principalement en installations, dessins, sculptures et courts métrages. La disposition d'objets aléatoires, tels que des tables, des chaises, des ampoules électriques, des couvertures et des animaux morts est typique de son travail. Il est surtout connu pour ses sculptures en argile grossièrement taillées.
De 1988 à 1992, Mark Manders étudie les arts plastiques à la Hogeschool voor de Kunsten d'Arnhem, devenue l'Académie des arts et du design ArtEZ. En 1988, il ouvre son propre studio à Arnhem. De 2007 à 2013, il vit et travaille à Renaix en Belgique.

## Expositions
- 2003 : La Pinakothek der Moderne à Munich et l'Art Institute of Chicago, en coopération avec la Renaissance Society, organisent des expositions personnelles de son travail.
- 2008 : Life on Mars, Carnegie International, 2008[4]

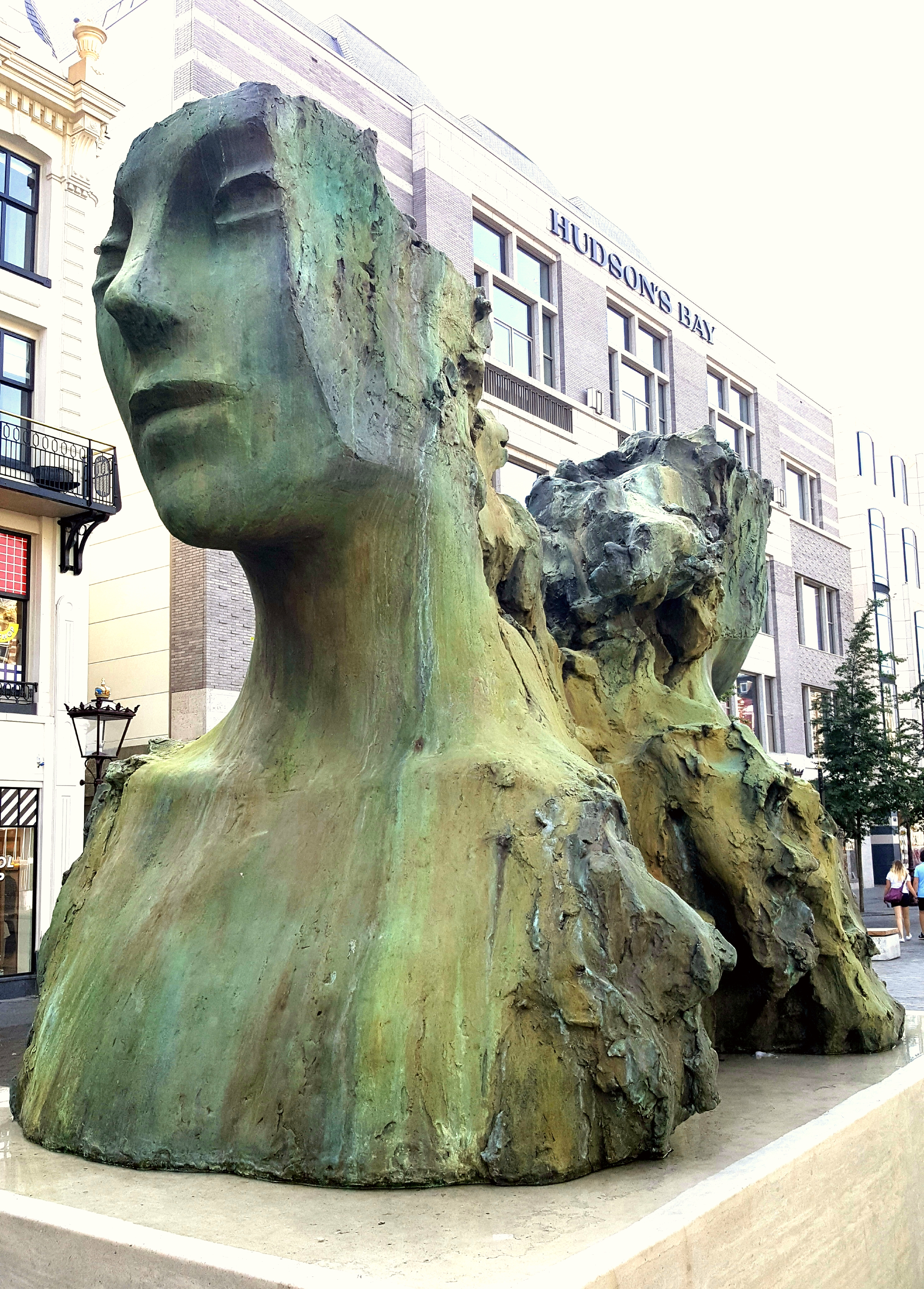
Amsterdam, Rokin Fontein.

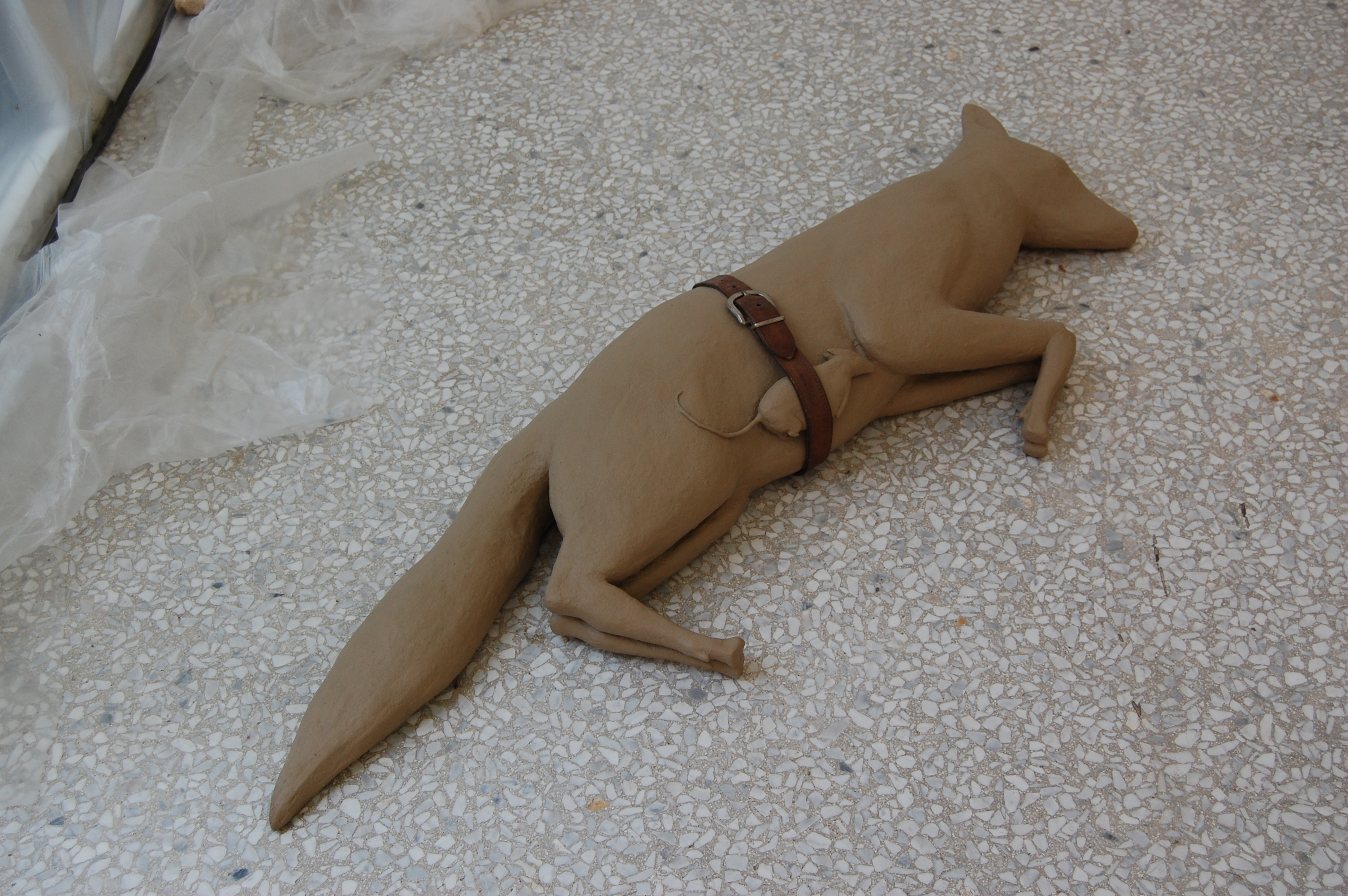
Renard / Souris / Ceinture (Biennale de Venise 2013).

## Collection
Le travail de Manders se trouve dans la collection publique suivante :   
- Musée d'art moderne, New York City[5]